# Río Málaya Labá
El río Málaya Labá (en ruso: Малая Лаба´) es un río de la Rusia europea meridional (raión de Mostovskói del krai de Krasnodar), en el Cáucaso Norte, constituyente izquierdo del río Labá. 

## Curso

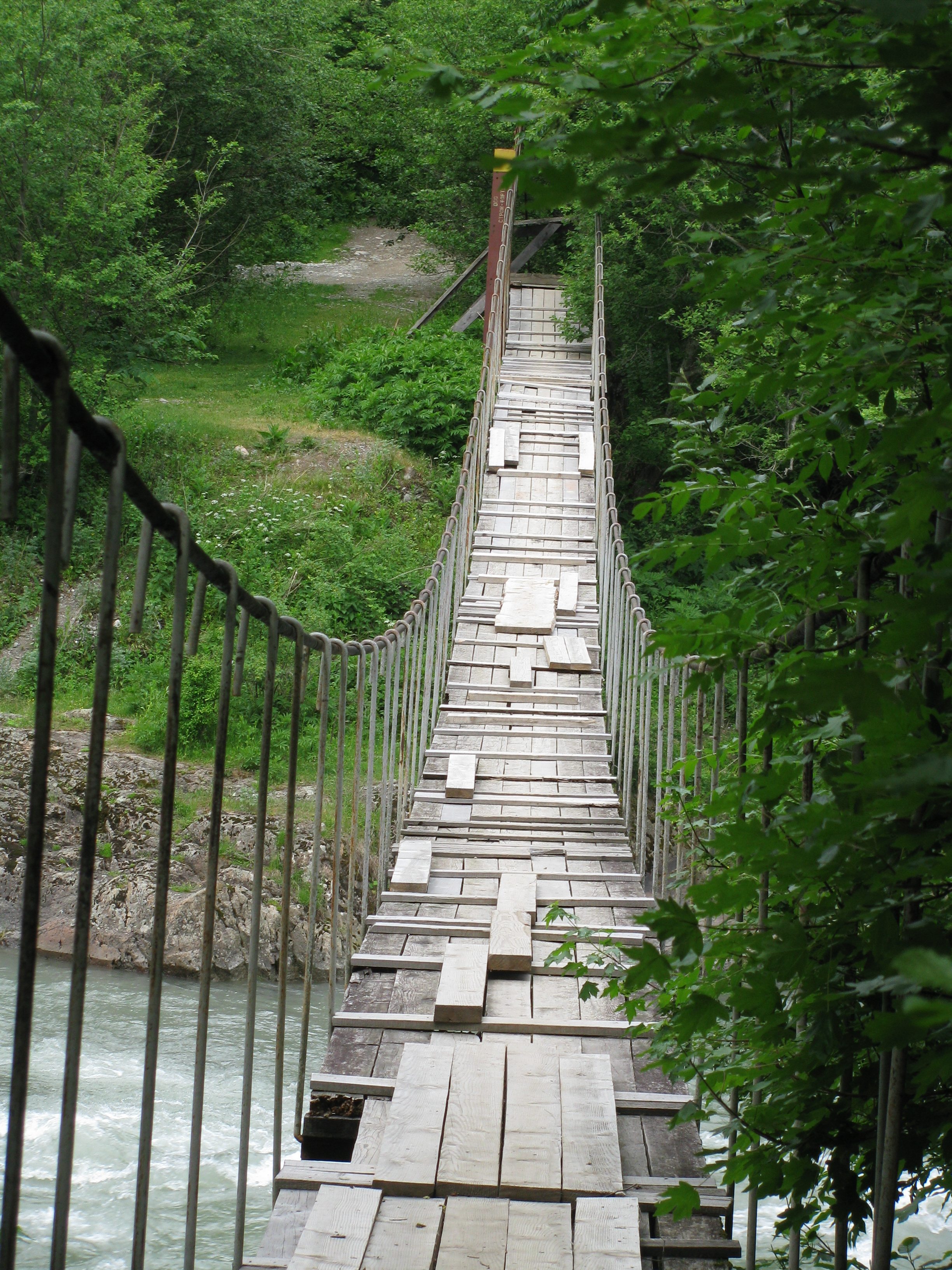
Puente a la altura de Kírovski.

El río nace en la vertiente norte del monte Aishja (2 401 m), en la Reserva de la Biosfera del Cáucaso, 19 km al este de Estosadok. En su curso sigue dirección norte-nordeste predominantemente, salvo en su curso superior, en el que traza una pronunciada curva que se inicia en dirección al noroeste y se cierra hacia el sureste y un tramo al noroeste antes de llegar a Kírovski. La citada localidad es la primera que baña en su curso, y le siguen curso abajo, Nikítino, Burni, Perevalka, Psebai y Andriuki. Confluye con el Bolshaya Labá al sur de Kaladzhinskaya.
Sus principales afluentes, todos en el curso superior son el Mutnaya, el Chistaya, el Bezymianka, el Tsajvoa, y el Urushten.